# Zacisze (rejon kowelski)
Zacisze (ukr. Затишшя) – wieś na Ukrainie w rejonie kowelskim, w obwodzie wołyńskim, położona w pobliżu jeziora Łukie. W II Rzeczypospolitej miejscowość wchodziła w skład gminy wiejskiej Pulemiec w powiecie lubomelskim województwa wołyńskiego. Do II wojny światowej w pobliżu miejscowości znajdował się chutor Kamień.
Do 2020 w rejonie szackim.